# Merieme Chadid
Merieme Chadid, née le 11 octobre 1969 à Casablanca (Maroc), est une astronome, exploratrice et chercheuse en Antarctique, et enseignante  à l’université Côte d'Azur et à l’université Nice-Sophia-Antipolis, France. Merieme Chadid, l'astronome de l'extrême, dirige des expéditions scientifiques au cœur de l'Antarctique pour mission d’installer un Observatoire de l’Univers.

## Biographie

### Enfance
Merieme Chadid est née et a grandi au sein d’une famille modeste à Casablanca, au Maroc. Son père était forgeron, et sa mère restait au foyer pour s’occuper de ses sept enfants. Chadid conçoit son rêve de devenir astronome à l’âge de douze ans. Après l'obtention de son diplôme de maîtrise en physique à Casablanca, elle s'installe en France.

### Formation, diplômes et  carrière
Merieme Chadid, après une maîtrise de l'université de Casablanca (Maroc), reçoit son doctorat à l'université Paul Sabatier à Toulouse (France) en 1996, en Astronomie et Études Spatiales,, découvrant et expliquant les ondes de choc hypersoniques dans les étoiles variables pulsantes. Elle rejoint d’abord le Centre national de la recherche scientifique (CNRS) à Montpellier, puis l’Observatoire européen austral (ESO) au Chili. Elle travaille ensuite sur l'installation du Très Grand Télescope (VLT) dans le désert d'Atacama au Chili et, en 2002, elle rejoint les universités publiques en France . Merieme Chadid a également le diplôme de l'Habilitation universitaire à diriger des recherches, la plus haute qualification universitaire, à l'Université Nice-Sophia-Antipolis. Elle est diplômée de la John F. Kennedy School of Government de l'université Harvard (États-Unis) pour avoir accompli des formations en développement international, gouvernance, et leadership public.

### Expéditions en Antarctique
En 2005, Merieme Chadid réalise sa première expédition au cœur de l'Antarctique, avec pour mission d'y installer des télescopes pour créer un observatoire astronomique en Antarctique,,. Ce dernier doit permettre d'en savoir plus sur la taille et l'âge de l'univers. Elle est ainsi la première astronome à la tête d'une expédition en Antarctique et le premier astronome à installer un grand observatoire astronomique sur ce continent,. Elle est aussi la première personne Africaine et Marocaine à mettre les pieds en Antarctique et planter, pour la première fois, le drapeau marocain au cœur de ce continent de glace,,.
Merieme Chadid robotise et modernise le matériel durant son expédition  2016 au cœur de l’Antarctique . Ce  matériel pourra être commandé à distance, depuis d'autres endroits du monde, dont le bureau de la chercheuse à Nice, en France métropolitaine. Les observations se feront durant la nuit polaire, qui dure six mois au cœur de l’Antarctique.
L'intérêt de la localisation de télescopes en Antarctique est notamment une combinaison entre la localisation terrestre permettant d'avoir des observations dans une nuit continue de six mois et d'un climat très sec, sans pollution, ni vent, ni nuage pouvant gêner les observations. De plus, cela coûte beaucoup moins cher que les télescopes sur des satellites, pour des observations de qualité similaire.
Merieme Chadid détecte pour la première fois des ondes de gravité dans les chandelles de l'Univers. Un résultat majeur pour une avancée de la théorie de l'évolution stellaire, et une meilleure compréhension de l'Univers.

### Principaux champs de recherche
Les champs de recherche de Merieme Chadid sont centrés sur les étoiles, en particulier la dynamique, la pulsation et l'évolution stellaires, ainsi que les distances dans  l'univers et son évolution.

### Actions et Institutions
- Merieme Chadid est élue Vice Présidente de l’Union astronomique internationale (IAU) - Division G [13].
- Merieme Chadid est élue Présidente du Conseil Scientifique International de l'Organisation des Nations unies pour l'éducation, la science et la culture (UNESCO), au service des sciences fondamentales à l'Organisation des Nations unies (ONU)[14]. Elle est engagée envers les Objectifs de développement durable établis par les États membres des Nations unies.
- Merieme Chadid siège au comité des directeurs de l’Année internationale des sciences fondamentales au service du développement durable, proclamée par l'Assemblée générale des Nations unies.

## Décoration
- Officier de l'ordre du Ouissam Alaouite, de sa Majesté le Roi du Maroc Mohammed VI (2013)[5]

## Distinctions
- Merieme Chadid  dans la liste des 30 plus fascinants travailleurs au monde du magazine américain Forbes[7],[15].
- 2007 : nommée par la Khmissa — cérémonie parrainée par Lesieur Cristal[9] — dans la catégorie Sciences, recherche et développement[16] ; la Khmissa récompense des femmes marocaines s'étant particulièrement distinguées[17],[18].
- 2008 : prix Young Global Leaders au Forum économique mondial[5].
- 2014 : Young Leader de la France-China Foundation.
- 2015 : Honorée par The My Hero Project - Wikipedia [7]
- 2015 : Prix de la femme arabe de l'année en science.
- 2021 : prix Femme d'Europe pour le futur, en science, recherche et innovation, attribué par la Commission européenne.
- Membre de l'Académie du « Global Teacher Prize », de la Varkey Foundation[15], qui récompense chaque année des enseignants ayant été remarqués comme ayant fait un apport particulier à leur profession, aux étudiants et aussi à la communauté dans son ensemble[19].

## Hommages
- Il existe une médiathèque Merieme Chadid au lycée français international Jean Charcot[20],[21].
- Merieme Chadid est le Grand Témoin du Festival international de géographie (FIG)[22].
- La chaîne de télévision satellitaire Al Jazeera a réalisé un film documentaire de 2 heures sur le parcours de Merieme Chadid[23],[24].

## Engagement envers les filles et Vulgarisation des sciences
Merieme Chadid mène des activités en vue de la promotion des filles, et également pour la sensibilisation des filles aux carrières scientifiques,,. Merieme Chadid inspire les jeunes générations et contribue également à la vulgarisation des sciences en faveur des populations qui y ont peu accès.
Son film documentaire sur l'astronomie, Tarik Annujah, a été diffusé sur la chaîne Al Jazeera.

## Publications
Merieme Chadid a publié de nombreux articles dans des revues scientifiques internationales de renom ainsi que dans des livres.

### Thèse de doctorat
Ondes de choc, turbulence et modulations cycliques dans l'atmosphère de l'étoile variable pulsante RR Lyrae : une approche observationnelle, 1996, 90 p. (Publiée à Grenoble par l'Atelier national de reproduction des thèses en 1996).